# Миллер, Майк
Майкл (Майк) Ллойд Ми́ллер (англ. Michael (Mike) Lloyd Miller; родился 19 февраля 1980 года в городе Митчелл, штат Южная Дакота) — американский профессиональный баскетболист, выступавший в Национальной баскетбольной ассоциации. В настоящее время работает помощником главного тренера студенческой команды «Мемфис Тайгерс». Был выбран под пятым номером на драфте НБА 2000 года командой «Орландо Мэджик». Чемпион НБА в составе «Майами Хит» в сезонах 2011/12 и 2012/13.

## Карьера

### Университет штата Флорида
Миллер играл за Университет Флориды с 1998 по 2000 год. На втором курсе университета Майк привел «Гейторс» к чемпионскому титулу NCAA в 2000 году. Миллер совершил, наверное, самый драматический бросок на турнире против Университета Батлер. Посеянный под пятым номером Университет Флориды проигрывал по ходу игры одно очко. Миллер прошёл к кольцу и забросил мяч с сиреной. Тем летом Майк был задрафтован в НБА под пятым номером.

### Орландо Мэджик

#### 2000—2001
В конце своего первого сезона в 2001 году в «Орландо Мэджик» Миллер получил приз лучшему новичку сезона. Также единогласно был выбран в основную символическую сборную новичков НБА.
Миллер принял участие во всех 82 играх Орландо в сезоне 2000/2001, из них в 62 играх в стартовом составе. В среднем за игру набирал по 11,9 очков, делал 4,0 подбора и 1,7 передач, на площадке проводил по 29,1 минут. Стал единственным новичком НБА и одновременно одним из всего лишь трёх игроков «Орландо» в сезоне 2000/2001, сыгравшем во всех возможных играх за свою команду. Начиная игры в стартовой пятерке в среднем за игру набирал по 14,0 очков, делал 4,4 подбора и 1,9 передач, проводя по 33,4 минут на паркете. В своем первом же сезоне в НБА Миллер делал трёхочковые броски с процентом реализации 40,7 % — второй показатель в «Орландо», восемнадцатый в НБА и первый среди всех новичков. Майк стал лидером среди новичков по забитым трёхочковым мячам и по броскам из-за дуги. Также попал в рейтинги новичков в конце сезона: 3-е место в лиге по набранным очкам, 7-е по подборам, 7-е по результативным передачам, 7-е по проценту реализации бросков с игры, 1-е по проценту реализации трёхочковых бросков и 3-е по количеству игрового времени. Был назван новичком месяца в феврале 2001 года. 6 раз в сезоне набирал больше всех очков в «Орландо». Уже в своем первом сезоне в НБА 21 декабря 2000 года сделал 11 подборов в игре против «Чикаго Буллз», три раза за сезон делал больше всех подборов в команде. Майк забил 11 очков в матче новичков на Звездном уикенде НБА в 2001 году в Вашингтоне
В плей-офф был в стартовом составе во всех четырёх играх против «Милуоки Бакс», набирая в среднем по 12 очков, делая 4,5 подбора и 1,8 передачи, проводил на площадке по 28 минут. Набрал 22 очка 1 мая 2001 года в четвёртой игре против «Милуоки».

#### 2001—2002
Сыграл в 63 играх за Орландо, 53 в стартовом составе. Средние показатели за игру: 15,2 очков, 4,3 подборов, 3,3 передач и 34,.8 минут. Процент трёхочковых попаданий 38,3 % — второй в Орландо и 37 в лиге. 51 раз за сезон набирал больше девяти очков. Самая результативная игра в карьере Миллера была им сыграна 24 ноября 2001 года против «Шарлотт Хорнетс». Майк набрал 32 очка (6 из 8 трёхочковых). Набирал более 20 очков за игру 13 раз за сезон. Был лидером команды по нескольким показателям в игре: по очкам 10 раз, по подборам и передачам по 7 раз. Дважды делал наибольшее число результативных передач в карьере на тот момент — десять, последний раз в игре против «Чикаго Буллз» 26 февраля 2002 года. Сделал наибольшее количество подборов в карьере на тот момент — 11, 23 февраля 2002 года в игре против «Филадельфия Севенти Сиксерс». Пропустил 19 игр из-за травмы.
На Звездном уикенде НБА принял участие в матче новичков и второгодок 'got Milk?' Rookie Challenge, сделал 11 передач (больше всех в команде), 7 подборов и набрал 7 очков. Также участвовал в конкурсе трёхочковых бросков 1-800-CALL-ATT Long Distance Shootout.

### Мемфис Гриззлис

#### 2002—2003
В течение сезона Майк Миллер был обменян в Мемфис Гриззлис. За 16 игр за Мемфис Миллер набирал по 12.8 очков, делал по 3.4 подбора и в конце сезона показал 15.6 очков и 5.2 подборов. Набирал более 9 очков 54 раза за сезон (в том числе 11 раз за Мемфис), более 19 очков 18 раз (в том числе трижды за Мемфис), более 29 очков один раз, дважды набирал более 9 подборов, причем все две игры заканчивал с дабл-дабл. Три раза набирал наибольшее количество очков за Мемфис. С 19 по 30 марта 2002 года в семи играх подряд набирал больше 9 очков, имея при этом средний показатель 16.3 очка за игру. Наибольшее количество очков за сезон — 29, набрал 30 марта 2002 года в игре против Лос-Анджелес Клипперс всего за 26 минут.
Впервые сыграл за Мемфис в стартовой пятерке 8 марта 2003 года против Кливленд Кавальерс, набрав 21 очко (7 из 10 с игры). Сыграл результативнее всех в команде в первой же игре за Гриззлис 21 февраля 2003 года против команды из Нового Орлеана. Пропустил три игры из-за спазмов в спине: 12 марта, 16 марта и 18 марта против Чикаго Буллз, Атланты Хокс и Миннесоты Тимбервулвз соответственно. Не играл также в последних пяти играх сезона из-за растяжения спины. Ещё будучи в Орландо набрал на тот момент наибольшее количество очков за карьеру — 33, против Филадельфии 14 февраля 2002 года.

#### 2003—2004
По ходу сезона Миллер стартовал в 65 играх за Гриззлис, команда шла с разницей 39-26. Майк 33 раза набирал более 9 очков и 9 раз более 19 очков. Был лучшим в команде по очкам 11 раз, по передачам 6 раз и по подборам единожды. Сделал три дабл-дабла: два с очками и передачами, один с очками и подборами. По ходу плей-офф с Сан-Антонио Спёрс набирал в среднем 7.5 очков и 3.0 подборов. Второй в команде по проценту реализации трёхочковых бросков 37,5 % и третий по результативным передачам — 3.6. Не играл из-за болей в спине с 20 февраля 2004 года. Впервые вышел после травмы 20 марта 2004 года, играл в стартовом составе, провел на площадке 25 минут, забросил 13 очков. 8 ноября 2003 года в игре против Юта Джаз набрал 3000 очко в карьере. 29 ноября 2003 года сделал наибольшее количество передач в карьере — 13, после травмы Джейсона Уильямса.

#### 2004—2005
Закончил сезон четвёртым по проценту реализации трёхочковых бросков с лучшим показателем в карьере — 43,3 %. Набирал больше 9 очков 5 раза, больше 19 очков 14 раз и больше 29 дважды. Был лучшим в команде по очкам 14 раз, по подборам 5 раз, по передачам 11 раз. В то время, как Миллер стартовал в первой пятерке 51 раз, Гризлис играли с разницей 29-22. 18 апреля 2005 года Майк забил победный мяч с сиреной в игре против Сан-Антонио Спёрс. Забил наибольшее количество очков за игру в карьере на тот момент, больше, чем кто-либо из Гризлис в том сезоне 13 апреля 2005 года против Хьюстон Рокетс. Забивал всегда хотя бы один трёхочковый в 13 играх подряд с 25 января 2005 года по 25 февраля 2005 года. Набрал 28 очков со скамейки запасных в игре 26 января 2005 года против Кливленд Кавальерс. Забивал два или более трёхочковых в семи играх подряд с 7 по 20 декабря 2004 года, реализовывая 55,8 % бросков из-за дуги.

#### 2005—2006
Миллер получил награду Лучшего шестого игрока НБА в сезоне (88 из 123 голосов, 501 из 615 бюллетеней. Выходил со скамейки запасных в 65 из 74 игр, в среднем набирал по 13.7 очков, делал по 5.4 подборов, 2.7 передач, бросал из-за дуги с процентом 40,7 % (19 показатель в НБА). Более 9 очков набрал в 54 встречах, более 19 очков в 15 играх, более 29 в двух и более 39 в одной. В семи играх сделал больше 9 подборов, в одной более 9 передач, делал 6 дабл-даблов и один трипл-дабл. Был лучшим в команде по количеству набранных очков 13 раз, по подборам 12 раз, 9 раз по передачам, 5 раз по блок-шотам и 11 раз по перехватам.
В первом раунде плей-офф против Даллас Маверикс в среднем набирал 8.5 очков, делал 3.8 подбора и 1.8 передачи. Наилучшее достижение в карьере — 41 очко в игре против Денвер Наггетс 17 марта 2006 года, Миллер держал этот клубный рекорд до тех пора, пока Пау Газоль не набрал 44 очка 28 марта 2006 года. Майк также поставил клубный рекорд в 41 очко со скамейки запасных. Свой первый в карьере трипл-дабл сделал 10 января 2006 года. В следующей игре после сделанного трипл-дабла против Нью-Джерси Нетс 13 января 2006 года сделал наибольшее количество подборов в карьере — 16, плюс набрал 18 очков. Набрал 30 очков со скамейки запасных в матче против Вашингтон Уизардс 22 января 2006 года. Добился наилучших сезонных показателей в карьере в январе 2006 года: 16.1 очков за игру, процент попадания с игры 51,6 %, из-за дуги 43,2 %. В марте 2006 года бросал из-за дуги с процентом попадания 95.3 % (41-43). Дабл-даблы в сезоне: 14 очков и 11 подборов 17 декабря 2005 года против Финикс Санз, 27 очков и 10 подборов 23 декабря 2005 года против Чикаго Буллз, 14 очков и 15 подборов 28 декабря 2005 года против Лос-Анджелес Лейкерс, 21 очко и 14 подборов 23 марта 2006 года против Лос-Анджелес Клипперс. По ходу сезона набрал своё 5000 очко в карьере и сделал 1000 передачу.

#### 2006—2007
3 января 2007 года Миллер забросил 9 трёхочковых бросков в победной игре против «Голден Стэйт Уорриорз», побив тем самым предыдущий клубный рекорд Сэма Мэка из восьми попаданий в феврале 1999 года. В предыдущих двух играх Миллер забивал по 7 трёхочковых в каждой. Таким образом Майк стал первым игроком НБА, которому удалось забить не менее семи трёхочковых мячей в трех играх подряд со времен Джорджа МакКлауда из Даллас Маверикс в 1996 году.
Миллер установил новый клубный рекорд результативности — 45 очков в игре против Голден Стэйт Уорриорз, 21 февраля 2007 года. В межсезонье объявлен членом сборной США по баскетболу.

#### 2007—2008
Сыграл за Мемфис 70 матчей, все в стартовой пятерке. В среднем проводил по 35,3 минуты на площадке, за которые набирал по 16,4 очка, совершал 6,7 подборов и отдавал 3,4 передачи.
26 июня 2008 года Майк Миллер вместе с Брайаном Кардиналом, Джейсоном Коллинсом и пятым номером драфта 2008 года Кевином Лавом были обменяны в «Миннесота Тимбервулвз» на Марко Ярича, Антуана Уокера, Грега Бакнера и третий номер драфта О Джей Майо.

### Миннесота Тимбервулвз

#### 2008—2009
За Миннесоту сыграл 73 матча, 47 в стартовой пятерке. В среднем проводил по 32.3 минут на площадке, набирал по 9,9 очков, делал по 6,6 подборов и 4,5 передач. Значительно ухудшил свои показатели в сравнении с игрой за Мемфис. Процент реализации трехочковых упал до 37,8 %. В межсезонье 23 июня 2009 года был обменян в Вашингтон Уизардс вместе с Рэнди Фойем на Алексея Печерова, Итана Томаса и Дарюса Сонгайлу.

### Вашингтон Уизардс

#### 2009—2010
В сезоне 2009—2010 играя за «Вашингтон Уизардс», Майк Миллер набирал в среднем по 10,9 очка и делал по 6,2 подбора за матч.

### Майами Хит

#### 2010—2013
9 июля 2010 года Майк Миллер подписал пятилетнее соглашение с «Майами Хит» в статусе свободного агента.
В одной из финальных игр Плей-офф НБА 2012 против команды «Оклахома-сити Тандер» забросил 7 трёхочковых бросков, тем самым сделав большой вклад в чемпионство «Майами Хит» в сезоне 2011/2012. В конце июля 2013-го «Майами Хит» предприняли переустройство команды с целью сократить платежную ведомость, и в результате этого переустройства Майк Миллер покинул «Майами Хит». Через несколько дней он подписал контракт с «Мемфис Гриззлис».

## Личная жизнь
Отец Майкла, Том Миллер, работает заместителем директора в школе. В прошлом выдающийся баскетболист команды Дакота Веслейан. Мать Майка — учитель. Майк Миллер является членом команды Гриззлис по чтению The Grizzlies’ All-Star Reading Team, принимал участие в акции Read to Achieve Tip-off event в конце последнего сезона в городской библиотеке Колльервилля, где игроки читали детям, раздавали автографы и помогли открыть новый читальный зал. Принял участие в акции по доставке игрушек в детский дом. Посетил фонд сбора средств для музыкальной академии Стакса, основанный бывшими коллегами по команде Брайаном Кардиналом и Шейном Баттье. Также у Миллера есть собственный фонд по пропаганде здорового образа жизни для детей. Сбор средств осуществляется во время игры в покер среди знаменитостей, в 2006 году Миллер собрал за столом звезд НБА Джейсона Вильямса и Удониса Хаслема, игроков НФЛ Донте Калпеппера, Дарелла Джексона и ДиАнджелло Вильямса и профессионального гольфиста Джона Дэйли. Также часть выручки Миллер направляет больным и обездоленным детям в штаты Теннеси, Южная Дакота и Флорида. 

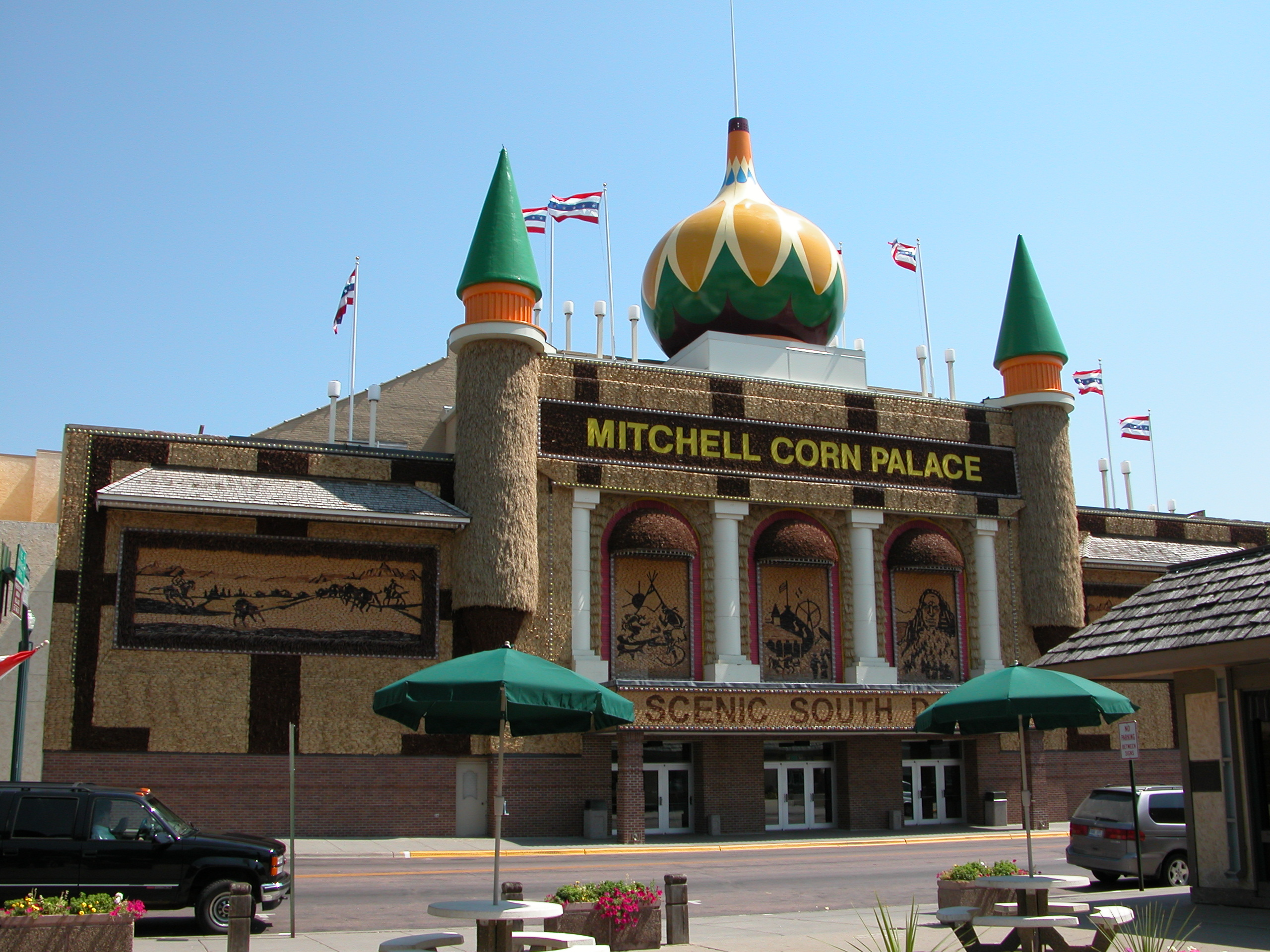
Домашняя школьная арена Майка Миллера в родном городе Митчелл, Mitchell Corn Palace

 Домашняя школьная арена Миллера в городе Митчелл носит название «Дворец из зерна», снаружи стены покрыты фресками, которые полностью меняются каждый год. Миллер принимал участие в матчах за сборную США на Играх доброй воли в 2002 году в Брисбене, Австралия. Завоевал золотые медали. Был назван игроком года в Южной Дакоте на первом и третьем курсах колледжа. На выставочном турнире Glaxo Holiday Invitational набрал рекордные 54 очка, тем самым побив достижение Анферни Хардуэя в 1989 году.
Дядя Майка, Алан, был лучшим бомбардиром команды Университета Дакота Веслейан (Митчелл, Южная Дакота), другой дядя, Крис, был лидером той же команды по подборам. Старший брат, Райан, является ассистентом тренера баскетбольной команды Университета Миссури, играл за колледж Северный государственный университет (Абердин, Южная Дакота) и является восьмым в списке лучших бомбардиров университетской команды. У Миллера есть ещё один брат, Джарэд. Его сестра, Челси, играла в баскетбол за школьную команду Митчелла. Майк Миллер очень любит охоту и рыбалку. Есть жена Джен и два сына — Маверик и Мэйсон.

## Статистика

### Статистика в НБА
| Сезон                                                                                    | Команда   | Регулярный сезон | Регулярный сезон | Регулярный сезон | Регулярный сезон | Регулярный сезон | Регулярный сезон | Регулярный сезон | Регулярный сезон | Регулярный сезон | Регулярный сезон | Регулярный сезон | Серия плей-офф | Серия плей-офф | Серия плей-офф | Серия плей-офф | Серия плей-офф | Серия плей-офф | Серия плей-офф | Серия плей-офф | Серия плей-офф | Серия плей-офф | Серия плей-офф |
| Сезон                                                                                    | Команда   | GP               | GS               | MPG              | FG%              | 3P%              | FT%              | RPG              | APG              | SPG              | BPG              | PPG              | GP             | GS             | MPG            | FG%            | 3P%            | FT%            | RPG            | APG            | SPG            | BPG            | PPG            |
| ---------------------------------------------------------------------------------------- | --------- | ---------------- | ---------------- | ---------------- | ---------------- | ---------------- | ---------------- | ---------------- | ---------------- | ---------------- | ---------------- | ---------------- | -------------- | -------------- | -------------- | -------------- | -------------- | -------------- | -------------- | -------------- | -------------- | -------------- | -------------- |
| 2000/01                                                                                  | Орландо   | 82               | 62               | 29,1             | 43,6             | 40,7             | 71,1             | 4,0              | 1,7              | 0,6              | 0,2              | 11,9             | 4              | 4              | 28,0           | 39,6           | 38,9           | 75,0           | 4,5            | 1,8            | 0,0            | 0,8            | 12,0           |
| 2001/02                                                                                  | Орландо   | 63               | 53               | 33,7             | 43,8             | 38,3             | 76,2             | 4,3              | 3,1              | 0,7              | 0,4              | 15,2             | 4              | 1              | 18,0           | 33,3           | 12,5           | 100,0          | 1,3            | 1,3            | 1,0            | 0,0            | 4,8            |
| 2002/03                                                                                  | Орландо   | 49               | 39               | 37,2             | 41,8             | 34,0             | 84,7             | 5,8              | 2,8              | 0,7              | 0,3              | 16,4             | Не участвовал  | Не участвовал  | Не участвовал  | Не участвовал  | Не участвовал  | Не участвовал  | Не участвовал  | Не участвовал  | Не участвовал  | Не участвовал  | Не участвовал  |
| 2002/03                                                                                  | Мемфис    | 16               | 13               | 22,5             | 51,0             | 50,0             | 80,6             | 3,4              | 1,9              | 0,4              | 0,3              | 12,8             | Не участвовал  | Не участвовал  | Не участвовал  | Не участвовал  | Не участвовал  | Не участвовал  | Не участвовал  | Не участвовал  | Не участвовал  | Не участвовал  | Не участвовал  |
| 2003/04                                                                                  | Мемфис    | 65               | 65               | 27,2             | 43,8             | 37,2             | 72,3             | 3,3              | 3,6              | 0,9              | 0,2              | 11,1             | 4              | 4              | 24,3           | 35,3           | 38,5           | 33,3           | 3,0            | 0,8            | 1,3            | 0,0            | 7,5            |
| 2004/05                                                                                  | Мемфис    | 76               | 51               | 30,0             | 50,5             | 43,3             | 72,0             | 3,9              | 2,9              | 0,7              | 0,3              | 13,4             | 4              | 4              | 27,5           | 48,6           | 47,1           | 100,0          | 2,5            | 2,8            | 0,0            | 0,8            | 12,0           |
| 2005/06                                                                                  | Мемфис    | 74               | 9                | 30,6             | 46,6             | 40,7             | 80,0             | 5,4              | 2,7              | 0,7              | 0,4              | 13,7             | 4              | 1              | 26,8           | 40,0           | 12,5           | 100,0          | 3,8            | 1,8            | 0,5            | 0,5            | 8,5            |
| 2006/07                                                                                  | Мемфис    | 70               | 69               | 39,1             | 46,0             | 40,6             | 79,3             | 5,4              | 4,3              | 0,8              | 0,3              | 18,5             | Не участвовал  | Не участвовал  | Не участвовал  | Не участвовал  | Не участвовал  | Не участвовал  | Не участвовал  | Не участвовал  | Не участвовал  | Не участвовал  | Не участвовал  |
| 2007/08                                                                                  | Мемфис    | 70               | 70               | 35,3             | 50,2             | 43,2             | 77,4             | 6,7              | 3,4              | 0,5              | 0,2              | 16,4             | Не участвовал  | Не участвовал  | Не участвовал  | Не участвовал  | Не участвовал  | Не участвовал  | Не участвовал  | Не участвовал  | Не участвовал  | Не участвовал  | Не участвовал  |
| 2008/09                                                                                  | Миннесота | 73               | 47               | 32,3             | 48,2             | 37,8             | 73,2             | 6,6              | 4,5              | 0,4              | 0,4              | 9,9              | Не участвовал  | Не участвовал  | Не участвовал  | Не участвовал  | Не участвовал  | Не участвовал  | Не участвовал  | Не участвовал  | Не участвовал  | Не участвовал  | Не участвовал  |
| 2009/10                                                                                  | Вашингтон | 54               | 50               | 33,4             | 50,1             | 48,0             | 82,4             | 6,2              | 3,9              | 0,7              | 0,2              | 10,9             | Не участвовал  | Не участвовал  | Не участвовал  | Не участвовал  | Не участвовал  | Не участвовал  | Не участвовал  | Не участвовал  | Не участвовал  | Не участвовал  | Не участвовал  |
| 2010/11                                                                                  | Майами    | 41               | 2                | 20,4             | 40,1             | 36,4             | 67,6             | 4,5              | 1,2              | 0,5              | 0,0              | 5,6              | 18             | 0              | 11,9           | 34,0           | 29,7           | -              | 2,7            | 0,7            | 0,4            | 0,1            | 2,6            |
| 2011/12                                                                                  | Майами    | 39               | 2                | 19,3             | 43,5             | 45,3             | 40,0             | 3,3              | 1,1              | 0,4              | 0,2              | 6,1              | 23             | 0              | 16,0           | 40,4           | 41,3           | 81,8           | 2,5            | 0,7            | 0,4            | 0,1            | 5,2            |
| 2012/13                                                                                  | Майами    | 59               | 17               | 15,2             | 43,3             | 41,7             | 72,7             | 2,7              | 1,7              | 0,4              | 0,1              | 4,8              | 17             | 5              | 13,6           | 46,7           | 44,4           | -              | 1,9            | 0,9            | 0,5            | 0,1            | 3,4            |
| 2013/14                                                                                  | Мемфис    | 82               | 4                | 20,8             | 48,1             | 45,9             | 82,1             | 2,5              | 1,6              | 0,3              | 0,1              | 7,1              | 7              | 1              | 24,7           | 35,7           | 48,3           | 77,8           | 3,7            | 1,3            | 0,9            | 0,0            | 7,3            |
| 2014/15                                                                                  | Кливленд  | 52               | 15               | 13,5             | 32,5             | 32,7             | 75,0             | 1,8              | 0,9              | 0,3              | 0,1              | 2,1              | 9              | 1              | 7,3            | 60,0           | 60,0           | -              | 1,1            | 0,0            | 0,1            | 0,1            | 1,0            |
| 2015/16                                                                                  | Денвер    | 47               | 2                | 7,9              | 35,5             | 36,5             | -                | 1,1              | 0,9              | 0,3              | 0,1              | 1,3              | Не участвовал  | Не участвовал  | Не участвовал  | Не участвовал  | Не участвовал  | Не участвовал  | Не участвовал  | Не участвовал  | Не участвовал  | Не участвовал  | Не участвовал  |
| 2016/17                                                                                  | Денвер    | 20               | 0                | 7,5              | 39,1             | 40,0             | 100,0            | 1,9              | 1,1              | 0,1              | 0,0              | 1,4              | Не участвовал  | Не участвовал  | Не участвовал  | Не участвовал  | Не участвовал  | Не участвовал  | Не участвовал  | Не участвовал  | Не участвовал  | Не участвовал  | Не участвовал  |
|                                                                                          | Всего     | 1032             | 570              | 26,9             | 45,9             | 40,7             | 76,9             | 4,2              | 2,6              | 0,6              | 0,2              | 10,6             | 94             | 21             | 16,5           | 39,9           | 39,4           | 84,1           | 2,5            | 0,9            | 0,4            | 0,1            | 4,9            |
| Наведите курсор мыши на аббревиатуры в заголовке таблицы, чтобы прочесть их расшифровку. |           |                  |                  |                  |                  |                  |                  |                  |                  |                  |                  |                  |                |                |                |                |                |                |                |                |                |                |                |